# Bahía de Barnegat

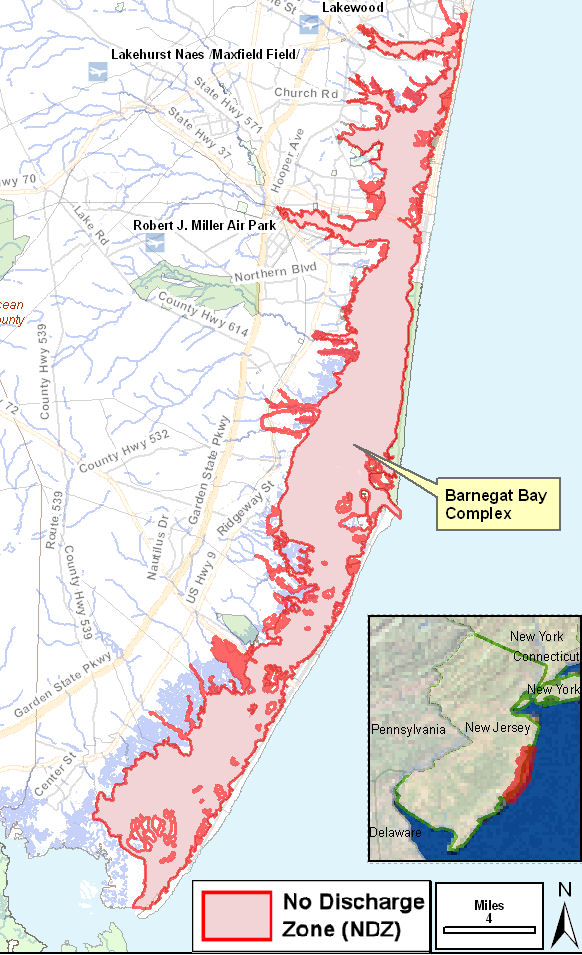
Mapa del área de la Bahía de Barnegat, que también está declarada Zona de No Descarga por la USEPA

La Bahía de Barnegat es un pequeño brazo salobre del Océano Atlántico, de aproximadamente 42 millas (67,6 km) de largo, a lo largo de la costa del condado de Ocean, Nueva Jersey en Estados Unidos. Está separada del Atlántico por el Parque Estatal Long Island Beach (coloquialmente llamado "isla barrera"), así como por el extremo norte de Long Beach Island, segmentos populares de la costa de Jersey. La bahía es alimentada por varios ríos pequeños, incluidos el río Toms, el río Forked, el río Metedeconk, Cedar Creek, Oyster Creek, Mill Creek, Westecunk Creek y Tuckerton Creek, todos los cuales desembocan en la bahía a través de pequeños estuarios a lo largo de su orilla interior. Las comunidades de Toms River, Silverton y Forked River se encuentran a lo largo de los estuarios del río en la bahía.
La bahía conecta con el océano a través de la ensenada de Barnegat, junto a la que se encuentra el faro de Barnegat. La bahía es parte del Canal Intracostero del Atlántico, ingresado en su extremo norte por el Canal Point Pleasant y conectando en el extremo sur con Little Egg Harbor a través de la pequeña Bahía Manahawkin. En un sentido más amplio, a veces se considera que la Bahía de Barnegat se extiende hasta el extremo sur de la isla de Long Beach e incluye Little Egg Harbor.
Tres puentes cruzan la bahía desde el continente hasta la península: el puente Mantoloking desde Brick Township hasta Mantoloking, y los puentes Thomas A. Mathis y J. Stanley Tunney desde Toms River hasta Ortley Beach. La División Barnegat del Refugio Nacional de Vida Silvestre Edwin B. Forsythe comprende humedales a lo largo de la parte interior sur de la bahía. A lo largo del exterior de la bahía, en la península, se encuentra el Parque Estatal Island Beach. Varias islas dentro de la bahía son parte del Refugio Nacional de Vida Silvestre o del Área Estatal de Manejo de Vida Silvestre de las Islas Sedge. El extremo norte de Long Beach Island incluye el Parque Estatal Barnegat Lighthouse.

## Historia
El área que rodea la bahía de Barnegat y la ensenada de Barnegat fue descrita por Henry Hudson, en 1609, como "... un gran lago de agua, como podríamos juzgar que es... La desembocadura del lago tiene muchos bancos de arena, y el mar se rompe sobre ellos al ser arrojado de su boca." La bahía fue originalmente nombrada en 1614 "Barendegat" o "Ensenada de las Rompedoras" por los exploradores holandeses de la costa, en referencia al turbulento canal de la vía fluvial.  Durante la Guerra de Independencia de los Estados Unidos, la bahía fue utilizada como refugio por corsarios estadounidenses.
La bahía ha sido durante mucho tiempo un centro de pesca comercial. El pueblo de Toms River fue un importante puerto ballenero en el siglo XIX. Si bien sigue siendo popular para pescar, la Bahía de Barnegat también se ha convertido en un destino popular para la navegación recreativa. La calidad del agua de la bahía se ha degradado por la contaminación de los ríos y arroyos que la alimentan. La preservación de la calidad del agua de la bahía ha sido un esfuerzo continuo de varias organizaciones públicas y privadas.
La bahía fue inmortalizada por el famoso escritor EB White, quien la utilizó como escenario para su cuento "La familia que vivía aparte", publicado en 1937 como tercer cuento de su larga serie Preposterous Parables en The New Yorker.  Fue adaptado al corto animado The Family That Dwelt Apart, narrado por White, por el National Film Board de Canadá. 
La canción "My Eyes Adored You", del nativo de Nueva Jersey Frankie Valli, contiene una referencia a "caminar a casa todos los días sobre el puente y la bahía de Barnegat". El 22 de marzo de 1975, la canción se convirtió en el éxito número uno de Billboard.
El Trust for Public Land, un grupo nacional de conservación de tierras ha realizado un trabajo extenso en el área de la Bahía de Barnegat durante más de dos décadas, protegiendo más de 1100 acres (4,5 km²)   de terreno. El Trust comenzó recientemente la nueva vía verde del río a la bahía, cuyo objetivo principal es crear una 70 millas (112,7 km) ruta recreativa de usos múltiples a través del sur de Nueva Jersey desde el río Delaware hasta la bahía de Barnegat.  

## Asuntos
En las décadas de 2000 y 2010, los científicos y residentes llamaron la atención sobre la muerte de peces, la proliferación de algas, los bajos niveles de oxígeno disuelto, la pérdida de hábitat, la disminución de las poblaciones de almejas y el aumento de las poblaciones de Chrysaora quinquecirrha (medusa ortiga marina) en la bahía, principalmente debido a los altos niveles de nitrógeno provenientes del escurrimiento de fertilizantes.    La Agencia de Protección Ambiental de EE. UU. monitorea la salud de la bahía mediante pruebas en cuatro lugares con una frecuencia de hasta una vez por semana en los meses de verano, cuando el agua superficial puede alcanzar 82 grados Fahrenheit (27,8 °C). 
Los miembros de la comunidad también han expresado preocupación por el impacto del material radiactivo almacenado y la contaminación térmica en la estación de generación nuclear de Oyster Creek en Lacey Township.  La planta, construida en 1969, era anteriormente la central nuclear en funcionamiento más antigua de Estados Unidos. La planta fue dada de baja el 25 de septiembre de 2018. 

## Contaminación
Un estudio de referencia de contaminación de sedimentos de 2008 de 15 ubicaciones dentro del área de Barnegat Bay - Little Egg Harbor, incluidos sitios en Mill Creek, Cedar Run, Parker Run, midió el total de hidrocarburos de petróleo, mercurio, hidrocarburos poliaromáticos (PAH) y bifenilos policlorados (PCB).  El equipo conjunto de científicos de EE. UU. y el Reino Unido informó que el contenido de TPH era bajo y que el contenido de mercurio oscilaba entre <0,02 y 2,61. mg/kg de peso seco.  El contenido de PAH varió desde tan solo 37 ug/kg a 1696 ug/kg con las concentraciones más altas en Tuckerton Creek; sin embargo, estas concentraciones no se consideran dañinas para los humanos o la biota. El patrón de distribución de HAP en toda el área de estudio fue consistente con la quema de fuentes de pasto, madera y carbón. Las concentraciones de PCB estuvieron por debajo de los rangos de efectos informados, lo que sugiere un riesgo bajo. 

## Islas
La isla Middle Sedge en la bahía de Barnegat tiene 25 acres (101 171,5 m²)   isla, 14 acres (56 656 m²)   de los cuales se desarrollan con una sola vivienda.  Otras islas incluyen: Little Sedge Island, Northwest Point Island y Marsh Elder Island. Algunos son de propiedad privada y otros son propiedad del estado de Nueva Jersey.